# The Best (álbum de Ariana Grande)
The Best es el primer álbum recopilatorio de grandes éxitos de la cantante Ariana Grande. Dicho disco fue publicado de manera exclusiva en Japón. Distribuido por Universal Music Japan, el álbum se estrenó el 27 de septiembre de 2017 en dicho territorio. El álbum cuenta con tres diferentes ediciones. The Best debutó con 26.961 de copias vendidas y logró posicionarse en el número 2 del Japan Billboard 200.[cita requerida]

## Anuncio del álbum
El 10 de agosto, con motivo de la visita del Dangerous Woman Tour en Japón, se anunció en las redes sociales que la cantante lanzaría este álbum recopilatorio con sus mayores éxitos este mes de septiembre.
Diferentes opiniones populares fueron dadas en redes: algunos elogiaban a Grande por lanzar este disco a pesar de tener una discografía no muy amplia mientras que otros mostraban su enfado en plataformas digitales por el hecho de que el álbum no estuviera disponible en países que no fueran Japón. La edición física de The Best puede ser adquirida en diferentes tiendas en línea como Amazon.

## Ediciones
- Edición de un solo disco, es decir, solo las canciones[7]
- Edición limitada compuesta de un CD y un DVD con todos los videoclips de las canciones incluidas en el álbum[8]
- Edición limitada compuesta de un CD y los vídeoclips en formato Blu-ray[9]

## Lista de canciones
| The Best |                                                        | |          |  |
| N.º      | Título                                                 | Escritor(es) | Duración |  |
| 1.       | «Break Free (con Zedd)»                                | Anton Zaslavski · Max Martin · Savan Kotecha                                                                       | 3:35     |  |
| 2.       | «Problem (con Iggy Azalea)»                            | Ilya · Martin · Savan Kotecha · Iggy Azalea                                                                        | 3:13     |  |
| 3.       | «Baby I»                                               | Babyface · Antonio Dixon · J. Que                                                                                  | 3:17     |  |
| 4.       | «Into You»                                             | Ariana Grande · Max Martin · Savan Kotecha · Alexander Kronlund · Ilya Salmanzadeh                                 | 4:04     |  |
| 5.       | «Bang Bang (Jessie J con Ariana Grande y Nicki Minaj)» | Max Martin · Savan Kotecha · Rickard Göransson · Onika Maraj                                                       | 3:48     |  |
| 6.       | «Side to Side (con Nicki Minaj)»                       | Grande · Salmanzadeh · Martin · Onika Maraj · Kronlund · Kotecha                                                   | 3:46     |  |
| 7.       | «One Last Time»                                        | David Guetta · Savan Kotecha · Giorgio Tuinfort · Rami Yacoub · Carl Falk                                          | 3:17     |  |
| 8.       | «The Way (con Mac Miller)»                             | Samuels · Malcolm McCormick · Jordin Sparks · Sevyn Streeter · Al Sherrod Lambert · Brenda Russell                 | 3:46     |  |
| 9.       | «Be Alright»                                           | Grande · Tommy Brown · McCants · Khaled Rohaim · Nicholas Audino · Lewis Hughes · Willie Tafa                      | 2:57     |  |
| 10.      | «Love Me Harder (Ariana Grande con The Weeknd)»        | Max Martin · Savan Kotecha · Peter Svensson · Ali Payami · Abel Tesfaye · Ahmad Balshe                             | 3:51     |  |
| 11.      | «Everyday (con Future)»                                | Savan Kotecha · Ilya Salmanzadeh · Ariana Grande · Nayva Diuswilburn                                               | 3:14     |  |
| 12.      | «Right There (con Big Sean)»                           | Grande · Samuels · Carmen Reece · J. Bereal · James J-Doe Smith · Al Sherrod Lambert · Sean Anderson · Jeff Lorber | 4:06     |  |
| 13.      | «Greedy»                                               | Martin · Kotecha · Kronlund · Salmanzadeh                                                                          | 3:34     |  |
| 14.      | «Piano»                                                | Samuels · Jahmaal Noel Fyffe · Parker Ighile · Anisa Moghaddam · Grande · Moses Samuels                            | 3:53     |  |
| 15.      | «Dangerous Woman»                                      | Johan Carlsson · Ross Golan · Max Martin                                                                           | 3:56     |  |
| 16.      | «Best Mistake (con Big Sean)»                          | Grande · Big Sean · Key Wane                                                                                       | 3:53     |  |
| 17.      | «Faith (Stevie Wonder con Ariana Grande)»              | Ryan Tedder · Benjamin Levin · Francis Farewell Starlite                                                           | 2:40     |  |
| 18.      | «Beauty and the Beast (Ariana Grande con John Legend)» | Howard Ashman · Alan Menken                                                                                        | 3:48     |  |